# Cyclosa huila
Cyclosa huila là một loài nhện trong họ Araneidae.
Loài này thuộc chi Cyclosa. Cyclosa huila được Herbert Walter Levi miêu tả năm 1999.